# ميجر بيل سميث
ميجر بيل سميث (بالإنجليزية: Major Bill Smith)‏ هو كاتب أغاني ومنتج أسطوانات وملحن أمريكي، ولد في 21 يناير 1922 في تشيكوتا في الولايات المتحدة، وتوفي في 12 سبتمبر 1994 في فورت وورث في الولايات المتحدة.

## وصلات خارجية
- ميجر بيل سميث على موقع ميوزك برينز (الإنجليزية)
- ميجر بيل سميث على موقع ديسكوغز (الإنجليزية)